# المادة المظلمة المختلطة
المادة المظلمة المختلطة هو عبارة عن نموذج للمادة المظلمة وقد تم اقتراحه في أواخر تسعينيات القرن الماضي. هنالك اسم اخر للمادة المظلمة المختلطة ألا وهو: (المادة المظلمة الساخنة+ المادة المظلمة الباردة). أكثر أشكال المادة المظلمة وفرة هي المادة المظلمة الباردة، وهي تشكل ما قيمته الربع من محتويات الطاقة في الكون. النيوترونات معروفة بكونها الجسيمات الوحيدة التي قامت بتشكيل بقايا الانفجار الكبير (الانفجار الحراري العظيم) و هذا بدوره هو الذي يقوم بتشكيل نسبة صغيرة جدا من المادة المظلمة الساخنة، ويتوقع أن يكون هنالك العديد من المواد المساهمة الأخرى. في بدايات التسعينيات، لم تتفق أغلب أطياف الطاقة مع تنبؤات علوم الفلك والكون الذي مبناه وأساسه المادة الباردة النقية فقط. لذلك تم فحص عينة فيها خليط من المادة المظلمة المختلطة بنسبة 80% باردة وبنسبة 20% ساخنة (نيوترونات) و وجد أنها تتفق بطريقة أفضل مع تنبؤات علم الكون ودراساته. لقد عفا الزمان على هذه المادة الكبيرة التي يطلق عليها اسم المادة المظلمة الساخنة من خلال اكتشاف تسارع التوسع الكوني في عام 1998، الأمر الذي بدوره قاد إلى اكتشاف نموذج الطاقة المظلمة والمادة المظلمة لهذا العقد.
ان التأثيرات الكونية للمادة المظلمة الباردة تكاد تكون معاكسة لتأثيرات المادة المظلمة الساخنة. بحيث أن المادة المظلمة الباردة تعزز بناء الهياكل واسعة النطاق ويعتقد أنها تتكون من جزيئات ضخمة ولكن ضعيفة التفاعل. على خلاف ذلك فان المادة المظلمة الساخنة تعاني من التدفق الحر، لمعظم تاريخ الكون. بطريقة أخرى، فإن كتلة جسيمات المادة المظلمة الساخنة أصغر من أن تنتج الأجسام المرصودة جاذبيا في الكون ولهذا السبب تحديدا فان وفرة المادة المظلمة الساخنة في تكاد تكون نسبتها فقط 1% وفقا لعلم الكون.
استعاد سيناريو المادة المظلمة المختلطة أهميتها عندما اقترح ان تكون المادة المظلمة هي بقايا حرارية لتكاثف بوز- اينشتاين المصنوع من جسيمات بوزونية خفيفة جدا مثل النيوترونات أو الضوء أو حتى أخف وزنا من الأكسيون. بحيث يتنبأ هذا النموذج الكوني بأن المادة المظلمة الباردة تتكون من العديد من الجسيمات المكثفة على أن جزء صغير من هذه الجسيمات يتواجد في حالة الطاقة المثارة التي تساهم في نشأة المادة المظلمة الساخنة.